# Spiralling
 Spiralling  is het eerste nummer en de eerste single van het album Perfect Symmetry, van de Britse band Keane. De muziek werd in 2008 opgenomen. Het album, Perfect Symmetry, ligt sinds 10 oktober 2008 in de winkels. Eind september 2008 verscheen de officiële muziekvideo van Spiralling op YouTube.
De Sugababes hebben op hun single No Can Do gekozen voor deze B-kant.

## Muziekvideo
De muziekvideo werd in augustus 2008 gemaakt. In de video is Tom Chaplin te zien als baas van een aantal robots. Ondertussen zingt Tom Chaplin het nummer waarbij een robot hem ondersteunt met de drum.

## Hitnotering
| Spiralling in de Nederlandse Top 40 - binnen: 22 augustus 2008 | Spiralling in de Nederlandse Top 40 - binnen: 22 augustus 2008 | Spiralling in de Nederlandse Top 40 - binnen: 22 augustus 2008 | Spiralling in de Nederlandse Top 40 - binnen: 22 augustus 2008 | Spiralling in de Nederlandse Top 40 - binnen: 22 augustus 2008 | Spiralling in de Nederlandse Top 40 - binnen: 22 augustus 2008 | Spiralling in de Nederlandse Top 40 - binnen: 22 augustus 2008 | Spiralling in de Nederlandse Top 40 - binnen: 22 augustus 2008 | Spiralling in de Nederlandse Top 40 - binnen: 22 augustus 2008 | Spiralling in de Nederlandse Top 40 - binnen: 22 augustus 2008 |
| Week                                                           | 1                                                              | 2                                                              | 3                                                              | 4                                                              | 5                                                              | 6                                                              | 7                                                              | 8                                                              |                                                                |
| -------------------------------------------------------------- | -------------------------------------------------------------- | -------------------------------------------------------------- | -------------------------------------------------------------- | -------------------------------------------------------------- | -------------------------------------------------------------- | -------------------------------------------------------------- | -------------------------------------------------------------- | -------------------------------------------------------------- | -------------------------------------------------------------- |
| Nummer                                                         | 26                                                             | 17                                                             | 13                                                             | 12                                                             | 12                                                             | 16                                                             | 28                                                             | 34                                                             | uit                                                            |

Op 30 augustus 2008 werd de plaat de 2000ste Alarmschijf.